# گوئیدیسی

گوئیدیسی شهری در شهرستان دولوگو در استان بازگا در بورکینافاسوی مرکزی است و جمعیت آن ۵۵۳ نفر است.